# Marina di Novaglie
Marina di Novaglie is een plaats (frazione) in de Italiaanse gemeente Alessano.